# Истринское викариатство

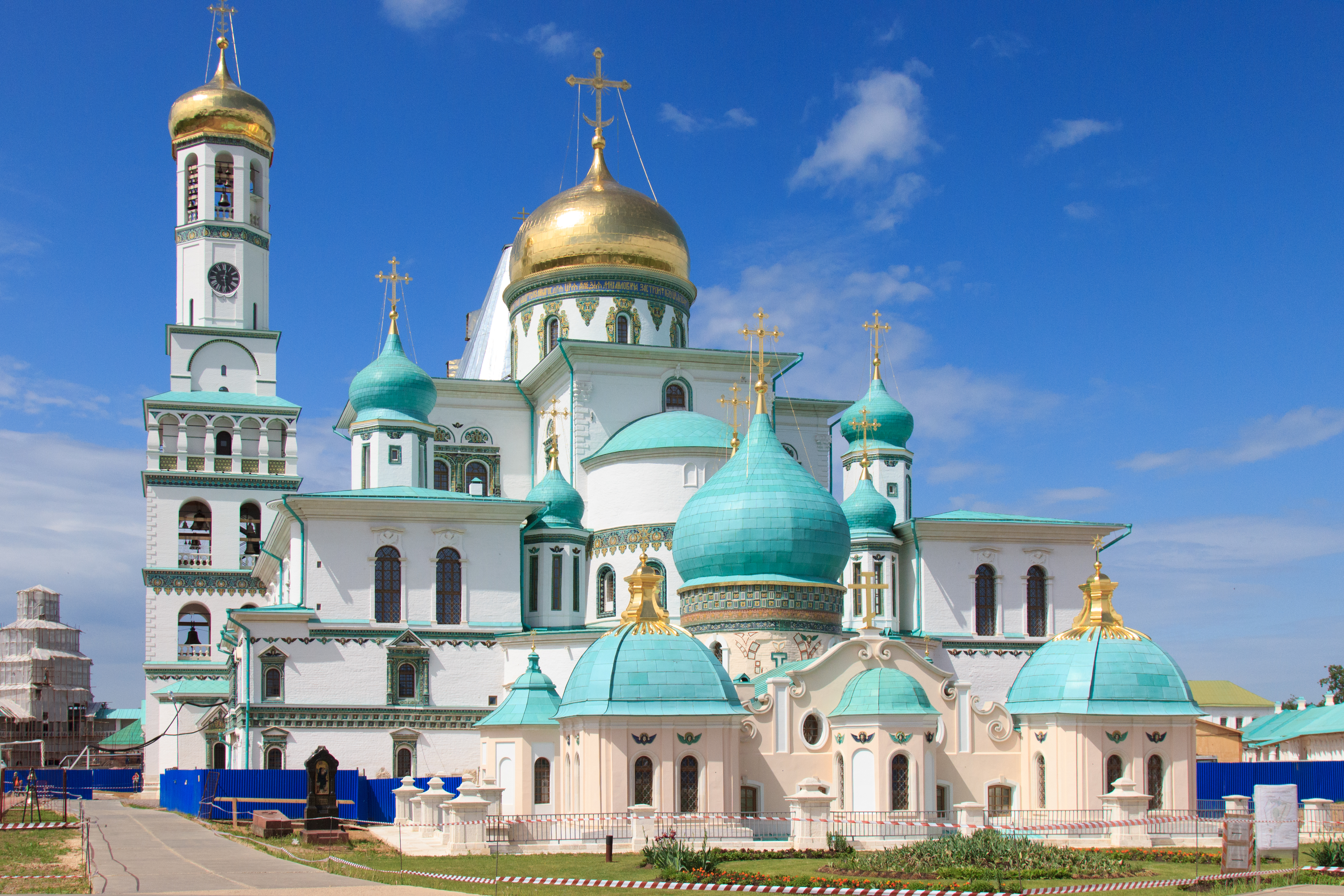
Воскресенский собор Новоиерусалимского монастыря в городе Истра.

И́стринское викариа́тство — викариатство Московской епархии Русской православной церкви. Поименовано по городу Истра Московской области.

## История
Учреждено в 1927 году как Воскресенское викариатство Московской епархии и поименовано по городу Воскресенску-на-Истре. Объединяло приходы на территории Воскресенского уезда Московской губернии. Как и большинство других викариатств Подмосковья прежде всего для противодействия обновленчеству. Единственным занимавшим эту кафедру архиереем был епископ Иоанн (Василевский). В 1930 году город Воскресенск-на-Истре был переименован в город Истру. После смерти епископа Иоанн 4 марта 1931 года Воскресенская кафедра не замещалась.
20 июля 1990 года решением Священного Синода Русской православной церкви викариатство была восстановлена как Истринское, когда епископом истринским был назначен епископ Ладожский Арсений (Епифанов), который имел местопребывание в Москве и служил Патриаршим помощником по пастырскому окормлению Московской епархии.

## Архиереи
- Иоанн (Василевский) (1927 — 4 марта 1931)
- Арсений (Епифанов) (20 июля 1990 — 9 июля 2019)
- Серафим (Амельченков) (9 июля 2019 — н.в.)